# 나이트 머스트 폴
나이트 머스트 폴(Night Must Fall)은 미국에서 제작된 리처드 소프 감독의 1937년 드라마, 미스터리, 스릴러 영화이다. 로버트 몽고메리 등이 주연으로 출연하였고 헌트 스트롬버그 등이 제작에 참여하였다.

## 줄거리
영국의 한 작은 마을에서 경찰은 며칠째 실종된 호텔 투숙객 셸브룩 부인의 시신을 찾기 위해 강을 수색하고 주변 시골 지역을 뒤진다. 수사 당국은 마을 주민들을 심문하는데, 그중에는 마을에서 위세를 부리는 노부인 브램슨 부인의 집에 거주하는 사람들도 포함되어 있다. 브램슨 부인은 휠체어를 필요로 하는 척하면서 하녀 도라가 닭을 훔치고 자기 물건을 깨뜨렸다는 이유로 해고하겠다고 협박한다. 위기를 모면하려는 도라는 자신이 사귀는 호텔 직원인 아일랜드 남자친구 대니 이야기를 꺼내며 브램슨 부인의 관심을 다른 데로 돌린다. 대니는 도라를 만나러 집으로 오고, 도라는 브램슨 부인에게 대니를 만나달라고 부탁한다.
대니는 브램슨 부인이 꾀병을 부리는 사람임을 간파하고 능청스럽게 그녀를 어머니에 비유하며 아첨한다. 도라를 사랑하지만 좋은 직장이 없어 결혼할 수 없다고 하자, 브램슨 부인은 그에게 자신의 집에서 일할 자리를 제안한다. 그렇게 대니는 그녀의 하인이 된다.
브램슨 부인의 조카딸이자 동거인인 올리비아 그레인은 대니를 의심하지만, 브램슨 부인은 그녀의 걱정을 대수롭지 않게 여긴다. 변호사 저스틴 로리가 브램슨 부인을 방문해 현금을 전달하며 너무 많은 돈을 가지고 있지 말라고 경고하지만 그녀는 무시한다. 그날, 대니는 이삿짐을 들고 와서 브램슨 부인이 금고에 현금을 넣는 장면을 목격하지만 못 본 척한다. 한편, 저스틴은 올리비아에게 청혼하지만 그녀는 둘 사이에 진정한 로맨스가 없다고 거절한다. 낙담한 저스틴은 떠난다. 이후 올리비아는 대니가 어머니의 유품이라며 브램슨 부인에게 선물한 숄에서 가격표를 발견한다. 그는 거짓말을 한 것이 분명하지만, 올리비아는 브램슨 부인이 그것을 눈치채지 않도록 가격표를 떼어낸다. 처음에는 대니에게 불쾌감을 느꼈던 올리비아는 그가 가끔 자신을 도발하거나 칭찬할 때마다 점차 그에게 이끌리게 된다.
이윽고 숲 속에서 셸브룩 부인의 참혹한 시신이 발견되며, 머리는 여전히 사라진 상태이다. 올리비아는 대니를 범인이라 의심하지만 그는 부인하고, 브램슨 부인은 여전히 대니를 두둔한다. 올리비아는 저스틴을 찾아가 두렵다고 고백하고, 저스틴은 그녀에게 자신과 어머니 집에 머물라고 제안한다. 처음에는 받아들이지만, 곧 스스로가 어리석었다며 그의 제안을 거절한다.
며칠 후, 셸브룩 부인의 시신이 발견된 사건 현장을 구경하러 온 관광객들로 인해 브램슨 부인의 집 주변이 붐빈다. 그녀는 유명 인사가 된 듯한 기분을 즐기지만, 올리비아는 그런 모습에 실망한다. 형사는 대니를 심문하고 그의 방을 수색하며 대니는 점점 불안해한다. 올리비아는 그를 불쌍하게 여겨 형사를 속이는 데 협조한다. 그러나 집안 사람들은 살인범이 근처에 있다는 사실에 불안해하고, 오직 브램슨 부인만이 대니 덕분에 자신은 안전하다고 믿는다.
그날 밤, 올리비아는 두려움을 이기지 못하고 집을 떠난다. 떠나기 전, 브램슨 부인에게 대니를 조심하라고 경고하지만, 그녀는 아랑곳하지 않고 대니가 자신을 지켜줄 것이라 믿는다. 하녀들 또한 외출하고, 집에 혼자 남게 된 브램슨 부인은 낯선 소리에 겁을 먹고 대니를 부른다. 대니는 그녀를 진정시키며 마시라고 약을 건네고 잠을 재우려 한다. 그러나 곧 그녀를 질식시켜 살해하고 금고를 털어 달아날 준비를 한다.
바로 그때, 올리비아가 돌아오고, 대니는 집에 불을 지르기 직전이었다. 올리비아는 자신이 옳았음을 증명하기 위해 돌아왔다며, 대니가 브램슨 부인을 죽였음을 깨달았다고 말한다. 대니는 자신이 하인으로서 무시받으며 살아온 어린 시절을 이야기하고, 이번이 인생을 바꿀 기회라며 올리비아마저 죽이겠다고 위협한다. 그러나 올리비아는 이제 그에게 어떤 감정도 없으며, 그가 냉혈한 살인자일 뿐이라는 사실을 분명히 한다.
대니가 그녀를 해치려는 순간, 저스틴이 경찰과 함께 나타난다. 그는 올리비아와 연락이 되지 않자 미리 경찰을 부른 것이다. 대니는 체포되고, 저스틴과 올리비아는 서로를 껴안는다.

## 출연

### 주연
- 로버트 몽고메리 - 대니 역
- 로사린드 러셀 - 올리비아 역

### 조연
- 데임 메이 위티 - 브램슨 부인 역
- 앨런 마셜 - 저스틴 로리 역
- 메를 토텐함 - 도라 역
- 캐슬린 해리슨 - 테런스 역
- 에이리 맬리언 - 간호사 역
- 매튜 불톤 - 벨사이즈 형사 역
- 베릴 머서 - 판매원 역
- E. E. 클리브 - 가이드 역

## 제작진
- 원작자: 엠린 윌리엄스
- 미술: 세드릭 기븐스